# Hypocepheus mirabilis
Hypocepheus mirabilis är en kvalsterart som beskrevs av Krivolutsky 1971. Hypocepheus mirabilis ingår i släktet Hypocepheus och familjen Cepheidae. Inga underarter finns listade i Catalogue of Life.